# 中町 (門真市)
中町（なかまち）は、大阪府門真市にある地名。2025年現在、丁目がつかない単独町名である。

## 地理
門真市の北西部に位置する。東は幸福町、南は柳町、西は松葉町、北は浜町に接する。

## 歴史

### 沿革
- 1965年（昭和40年）、門真市二番・三番の各一部より成立[5]。

## 世帯数と人口
2025年（令和7年）7月1日現在の世帯数と人口は以下の通りである。
| 丁目 | 世帯数  | 人口    |
| ---- | ------- | ------- |
| 中町 | 572世帯 | 1,026人 |

### 人口の変遷
国勢調査による人口の推移。
| 1995年（平成7年）  | 829人 | [ 6 ]  |  |
| 2000年（平成12年） | 754人 | [ 7 ]  |  |
| 2005年（平成17年） | 752人 | [ 8 ]  |  |
| 2010年（平成22年） | 703人 | [ 9 ]  |  |
| 2015年（平成27年） | 499人 | [ 10 ] |  |
| 2020年（令和2年）  | 942人 | [ 11 ] |  |

### 世帯数の変遷
国勢調査による世帯数の推移。
| 1995年（平成7年）  | 445世帯 | [ 6 ]  |  |
| 2000年（平成12年） | 401世帯 | [ 7 ]  |  |
| 2005年（平成17年） | 399世帯 | [ 8 ]  |  |
| 2010年（平成22年） | 400世帯 | [ 9 ]  |  |
| 2015年（平成27年） | 271世帯 | [ 10 ] |  |
| 2020年（令和2年）  | 496世帯 | [ 11 ] |  |

## 学区
市立小・中学校に通う場合、学区は以下の通りとなる。
| 番/番地等 | 小学校                   | 中学校                     |
| --------- | ------------------------ | -------------------------- |
| 全域      | 門真市立門真みらい小学校 | 門真市立門真はすはな中学校 |

## 事業所
2021年（令和3年）現在の経済センサス調査による事業所数と従業員数は以下の通りである。
| 町名 | 事業所数 | 従業員数 |
| ---- | -------- | -------- |
| 中町 | 38事業所 | 893人    |

## 交通

### 道路
- 大阪府道158号守口門真線

## 施設
- 門真市役所
- 門真市立総合体育館
- 門真市民文化会館ルミエールホール
- 門真市立門真はすはな中学校
- 正幸会病院
- 中町公園

## 郵便
- 郵便番号：571-0055[3]（集配局：門真郵便局[14]）。

## ギャラリー

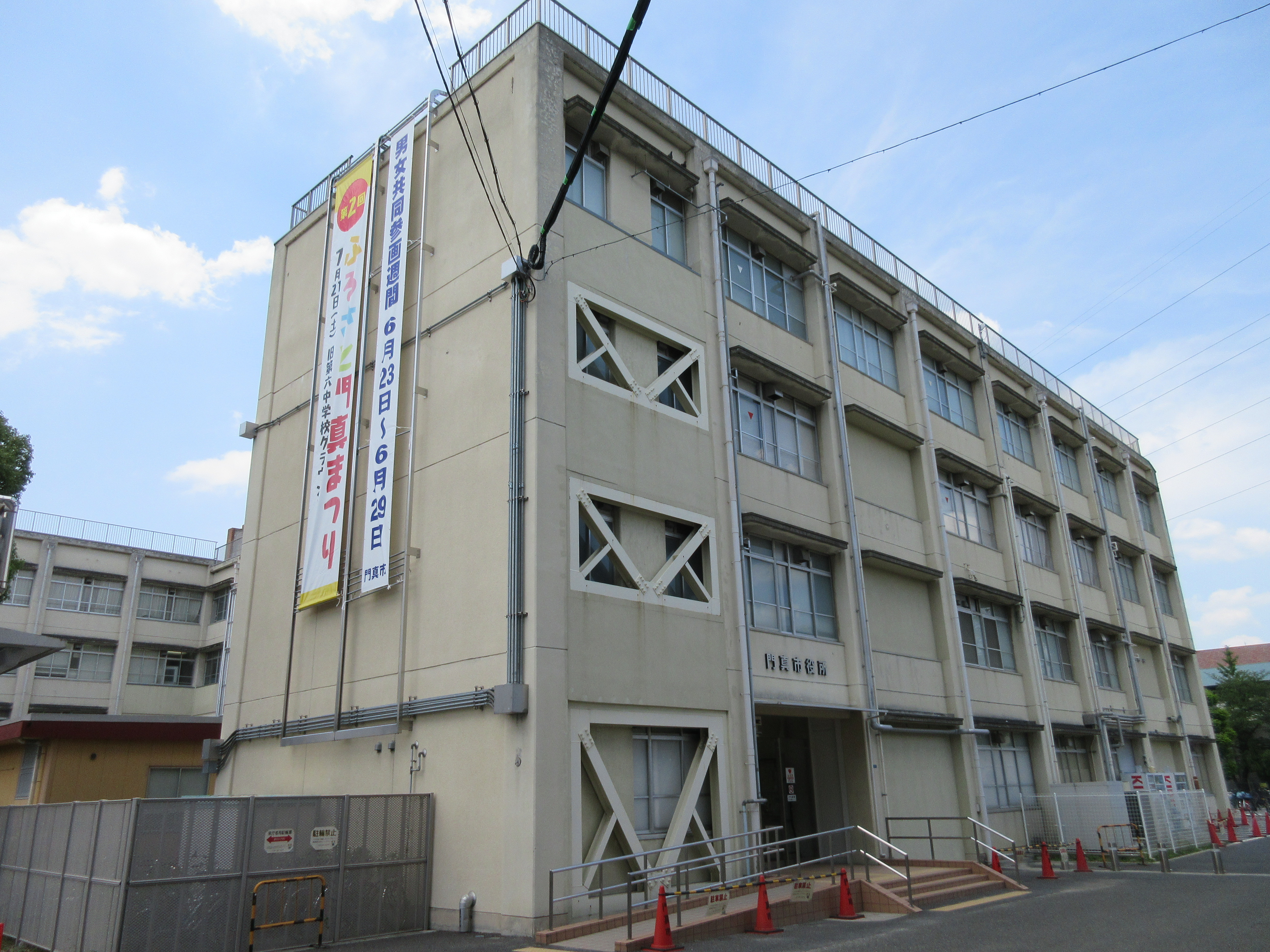
門真市役所本館
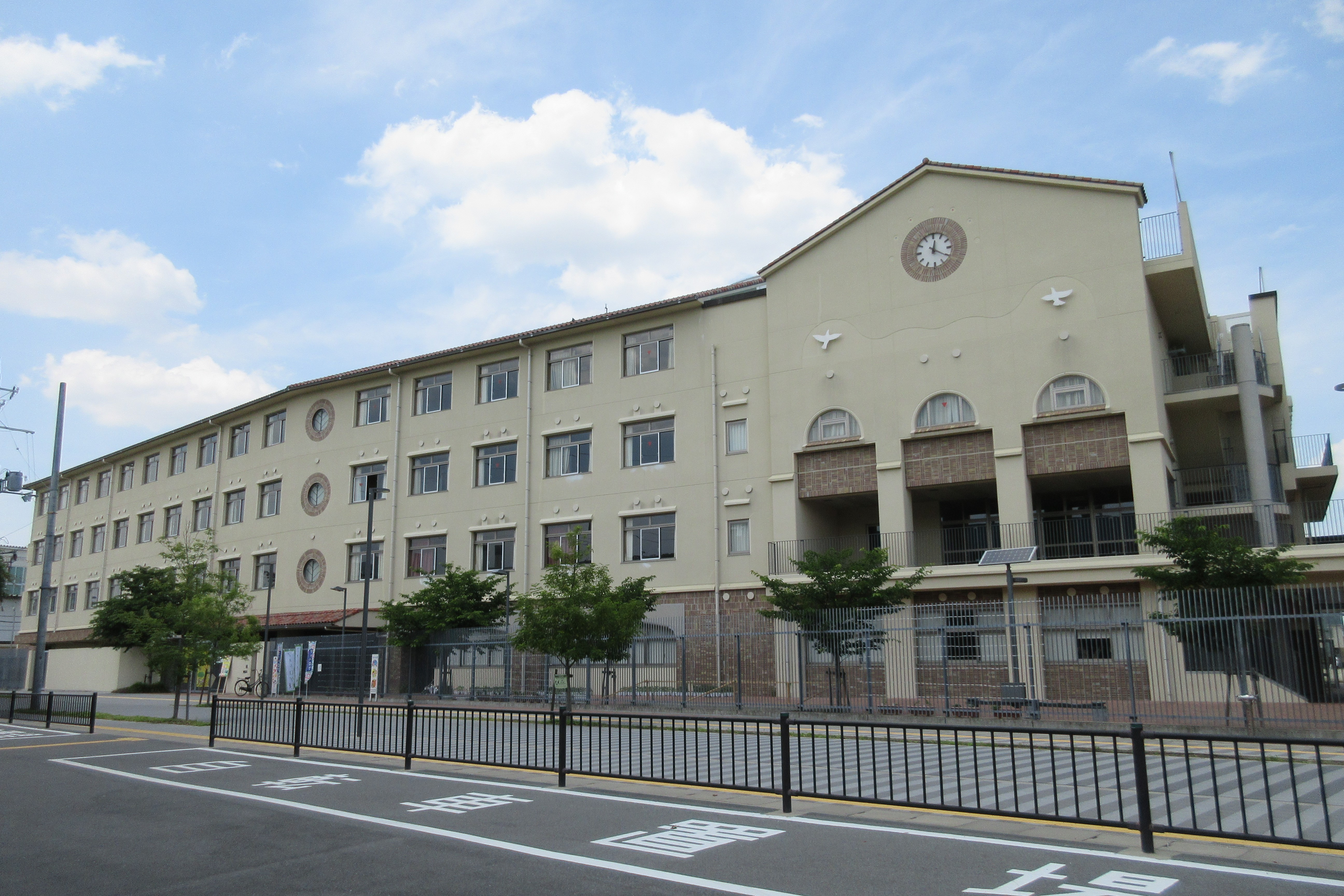
門真市立門真はすはな中学校